# Can-Am 1973
Can-Am 1973 var ett race som kördes över åtta omgångar. Mark Donohue tog hem Porsches andra raka titel i mästerskapet, körandes för Penske Racing. Donohue vann de sex avslutande tävlingarna, och hade en klar marginal till tvåan George Follmer.

## Delsegrare
| Datum        | Bana         | Vinnare        | Konstruktör |
| ------------ | ------------ | -------------- | ----------- |
| 10 juni      | Mosport Park | Charlie Kemp   | Porsche     |
| 8 juli       | Road Atlanta | George Follmer | Porsche     |
| 22 juli      | Watkins Glen | Mark Donohue   | Porsche     |
| 12 augusti   | Mid-Ohio     | Mark Donohue   | Porsche     |
| 26 augusti   | Road America | Mark Donohue   | Porsche     |
| 16 september | Edmonton     | Mark Donohue   | Porsche     |
| 14 oktober   | Laguna Seca  | Mark Donohue   | Porsche     |
| 28 oktober   | Riverside    | Mark Donohue   | Porsche     |

## Slutställning
| Plats | Förare          | Konstruktör               | Poäng |
| ----- | --------------- | ------------------------- | ----- |
| 1     | Mark Donohue    | Porsche                   | 139   |
| 2     | George Follmer  | Porsche                   | 62    |
| 3     | Hurley Haywood  | Porsche                   | 47    |
| 4     | Charlie Kemp    | Porsche                   | 45    |
| 5     | Bob Nagel       | Lola-Chevrolet            | 44    |
| 6     | Jody Scheckter  | Porsche                   | 39    |
| 7     | David Hobbs     | McLaren-Chevrolet         | 37    |
| 8     | Scooter Patrick | McLaren-Chevrolet         | 31    |
| 9     | Jackie Oliver   | Shadow-Chevrolet          | 29    |
| 10    | Steve Durst     | Porsche McLaren-Chevrolet | 27    |